# Lygisaurus laevis
Lygisaurus laevis — вид сцинкоподібних ящірок родини сцинкових (Scincidae). Ендемік Австралії.

## Поширення і екологія
Lygisaurus laevis мешкають на північному сході Квінсленду, від Куктауна на південь до Брамстон-Біч. Вони живуть у вологих тропічних лісах і на узліссях.